# James Clark Ross
James Clark Ross (Londres, 15 de abril de 1800 - Aylesbury, 3 de abril de 1862) fue un oficial de la Royal Navy, explorador y botánico. Junto con su tío John Ross y William Edward Parry exploró el Ártico y posteriormente lideró su propia expedición a la Antártida.

## Biografía
James Clark Ross nació en Londres en el año 1800. Con apenas 12 años, en 1812, ingresó en la marina y fue puesto a las órdenes de su tío John Ross, al que acompañó en su primer viaje al Ártico en busca del llamado paso del Noroeste en 1818. Entre 1819 y 1827 participó en cuatro expediciones árticas a las órdenes de Parry y en 1829 y 1833 de nuevo junto a su tío. Fue durante este último viaje cuando localizaron la posición del Polo Norte Magnético, el 1 de junio de 1831.
En 1834 fue ascendido a capitán, y entre 1835 y 1838 estuvo destinado en la vigilancia magnética de Gran Bretaña. Entre 1839 y 1843, comandó la expedición antártica del HMS Erebus y del HMS Terror, durante la que cartografió gran parte de la costa del continente. En esa expedición le acompañó, como cirujano asistente, el joven Joseph Dalton Hooker, que luego se convertiría en uno de los más destacados botánicos del siglo XIX. En 1841 descubrió el mar de Ross, la tierra de Victoria y los volcanes monte Erebus y monte Terror. La anteriormente conocida como barrera Victoria pasó a llamarse barrera de hielo de Ross en su honor.
En 1842, a 55.º O, intentó dirigirse al sur y llevó a cabo la exploración del lado oriental de la isla James Ross y descubrió y dio nombre a las islas Cerro Nevado (Snow Hill) y Marambio (Isla Seymour). Al sur de la ensenada del Almirantazgo, que separa la primera isla de las otras dos, Ross se topó con hielo, lo que significa que en aquella época la barrera de hielo Larsen era mucho más extensa que antes de que comenzara su desprendimiento en 1995.
El 4 de septiembre de 1843 regresó a Inglaterra, siendo nombrado caballero un año más tarde y nominado para la Legión de Honor francesa. En 1847 publicó sus anotaciones sobre la expedición con el título A Voyage of Discovery and Research to Southern and Antarctic Regions.
Fue elegido miembro de la Royal Society en 1848, año en que realizó también su última expedición al Ártico. Capitaneó el HMS Enterprise, acompañado del HMS Investigator, en el primer intento de hallar la expedición perdida de Franklin (en búsqueda de John Franklin, desaparecido en el archipiélago ártico canadiense en 1845).
Entre los miembros de la expedición figuraban dos hombres que liderarían la próxima generación de exploradores del Ártico: Robert McClure, que más tarde demostró la existencia del paso del Noroeste, y Francis Leopold McClintock, que finalmente encontró los restos de la expedición de Franklin en mayo de 1859. Iniciaron la búsqueda en el norte del canal de Wellington e invernaron con sus barcos (su novena y última invernada en el Ártico) en Puerto Leopold, en el extremo noreste de isla Somerset. Hicieron reconocimiento de las costas del Peel Sound, pero no encontraron ni rastro de Franklin. Durante el verano, sus barcos fueron arrastrados hasta la bahía Baffin y en septiembre quedaron libres del hielo. Regresaron a Woolwich el 26 de noviembre de 1849. A pesar de que reconocieron más de 150 millas de costa desconocida, la expedición fracasó en su objetivo principal y la búsqueda no tuvo éxito.
James estaba casado con Lady Ann Ross. Murió en Aylesbury en 1862, a los 61 años, cinco años después que su esposa.

## Obra
- On the position of the North Magnetic Pole. Royal Society of London, Philosophical Trans. CXXIV, 1834
- A Voyage of Discovery and Research in the Southern and Antarctic Regions, During the Years 1839-43. 2 vols. J. Murray, Londres, 1847; Band 1, vol. 2
- Narrative of the proceedings in command of the expedition through Lancaster Sound and Barrow Straits. In: Parliament Papers. 35, 1850

## Honores

### Eponimia
Varios accidentes geográficos han sido nombrados en su honor:
- la barrera de hielo de Ross en la Antártida.
- la isla de Ross, también en la Antártida.
- el monte Ross, que con sus 1 850 m es el punto más alto de las islas Kerguelen.
- el estrecho de James Ross, un estrecho marino canadiense localizado entre la isla del Rey Guillermo y las tierras continentales de la península de Boothia.
- el mar de Ross, en la Antártida.

También le honran:
- una placa de color azul marca el que fue el domicilio de Ross en Blackheath, Londres
- el barco británico de vigilancia antártica James Clark Ross
- el cráter lunar Ross,[3] bautizado en su honor y en el del astrónomo estadounidense del mismo apellido Frank Elmore Ross (1874-1960)
- la calle Ross en Puerto Argentino/Stanley, Islas Malvinas

Especies zoológicas
- Foca de Ross: Ommatophoca rossi
- Gaviota de Ross: Rhodostethia rosea
- La abreviatura «J.C.Ross» se emplea para indicar a James Clark Ross como autoridad en la descripción y clasificación científica de los vegetales.[4]